# Marcel Rochas
 (mars 2024).
Pour les articles homonymes, voir Rochas (homonymie).
Marcel Louis Jules Rochas, né le 24 février 1902 au 20 boulevard Voltaire Paris 11e et mort le 14 mars 1955 à Paris 7e, est un couturier et parfumeur français.

## Biographie
Marcel Rochas ouvre sa maison de couture en 1925 en collaboration avec sa première épouse, Yvonne Coutanceau (1900-1987), au 100 rue du Faubourg Saint-Honoré, non loin de la place Beauvau. La maison Marcel Rochas a pour devise « élégance, simplicité, jeunesse ». En 1929, il épouse l’artiste italienne Rina Rosselli (Maria Teresa Cassin) (1903-1998), avec qui il fréquente les cercles artistiques parisiens dont Leonor Fini. En juin 1933, la maison de couture est déplacée au 12 avenue Matignon, dans un décor moderne de bleu marine et blanc et de grands miroirs. Elle se maintiendra à cette adresse jusqu'en 1955, année de la disparition du couturier.

## Style et inspirations
Surnommé « le couturier de la jeunesse » par le magazine Vogue durant les années 1920, Marcel Rochas se dit guidé par son époque. « Des années 20, Marcel Rochas garde le sens des coupes strictes et du jeu des couleurs simples. De Paul Poiret, qui lui prête son premier mannequin, il a le goût des transformations de la garde-robe classique et invente de nouveaux vêtements dont très vite la fonction s’impose. De son temps, il saisit les parcours en diagonales qui franchissent les frontières ataviques qui séparent le vêtement de l’homme de celui de la femme. Son style est simple, construit. ». Rapidement, Marcel Rochas apparaît comme un couturier novateur, réputé pour ses talents de coloriste.
Durant les années 1930, son style évolue naturellement vers des lignes architecturées et un intérêt marqué pour le travail sur les matières, instaurant une complémentarité entre la ligne du vêtement et les lignes graphiques du tissu. En parallèle, il s'adonne à la diversité des inspirations artistiques et culturelles. « Toute l'actualité m'était prétexte à création : une exposition coloniale, une architecture, un oiseau, une fleur… ». Sa « robe-oiseau », long fourreau noir illuminé d’une gigantesque mouette blanche sur le décolleté, créée en 1934 et immortalisée par le photographe Harry Meerson, reste l’une de ses plus emblématiques créations, et l’une des plus poétiques. Parmi ses autres créations célèbres, la robe « Bali » de 1931, le manteau « Angkor » de 1934, ou encore la robe « Gitane » de 1937.
Les années 1940 et 1950 de Marcel Rochas marquent un retour à une féminité plus évidente à travers la silhouette amphore, que favorisent l'introduction du bustier, de la guêpière en satin rose clair et tulle recouverts de dentelle Chantilly noire, ou encore le retour des volants et drapés, et qui semble atteindre son paroxysme dans la robe « Sirène » de 1950.

## Cinéma
En 1934, Marcel Rochas voyage à Hollywood et se lie d’amitié avec de nombreuses actrices telles que Mae West, Gloria Swanson…, qui deviennent ses clientes. Le cinéma occupe une place importante chez Rochas, qui habille notamment Simone Simon pour Lac aux Dames, le film de Marc Allégret en 1936, Madeleine Sologne pour L'Éternel Retour de Jean Cocteau, ou encore Micheline Presle pour Falbalas de Jacques Becker en 1944, et crée officiellement en 1941 le « Département Cinéma Marcel Rochas ».

## Couture et parfum
En 1936, Marcel Rochas lance ses trois premiers parfums dont les noms résument à eux seuls sa philosophie : « Audace », « Air Jeune » et « Avenue Matignon ». Ils sont présentés dans un sobre flacon rectangulaire en opaline blanche rehaussé du bandeau marine titré en rouge, or et blanc, qui devient alors l’un des symboles de la maison Rochas. Il créera ensuite en collaboration avec Albert Gosset (Champagne Gosset) la Société des Parfums Marcel Rochas en 1944. Le parfum « Femme » est créé par Edmond Roudnitska pour Marcel Rochas en 1943 et lancé tout d’abord par souscription en décembre 1944 dans un luxueux flacon amphore de René et Marc Lalique et présenté dans un grand écrin en satin clair recouvert de dentelle Chantilly noire. Le lancement public a ensuite lieu en 1945. À cette occasion, Marcel Rochas organise dans ses salons l’exposition « Les Parfums à travers la Mode 1765-1945 » en hommage à Paul Poiret. Il poursuivra cette tradition d’événements culturels pour chaque lancement de parfum. « Femme » apparaît alors dans un contexte de retour à la féminité dans la mode, et selon un désir affirmé du couturier de créer une fragrance en harmonie avec le style courbe et féminin de ses créations couture. Fidèle à sa réputation de précurseur, Marcel Rochas lance en 1949 le parfum « Moustache » (créé par Edmond Roudnitska) et la première ligne complète de soins masculins. Là encore, il organise une exposition, sur le thème de la moustache, « Portraits d’hommes du XVIe siècle à nos jours ».

## Hélène Rochas, muse et ambassadrice des Parfums Rochas
Selon la légende, Marcel Rochas rencontre sa troisième épouse, Nelly Jeanne Brignole, qui deviendra la célèbre Hélène Rochas, dans le métro parisien en 1941. Il l’épouse en novembre 1942. Ils auront deux enfants, François et Sophie. En 1953, Marcel Rochas ferme sa maison de couture pour se concentrer sur ses parfums. Lorsqu’il disparaît brutalement en 1955, Hélène Rochas prend la direction des Parfums Rochas dont elle va assurer un fort développement français et international durant les années 1960 et le début des années 1970. 
La société déménage dans l’hôtel particulier du 33 rue François Ier, où elle restera une cinquantaine d’années. La société Rochas est vendue au groupe Roussel-Uclaf en 1970, acquise ensuite par le groupe allemand Wella AG en 1988, lui-même racheté par Procter & Gamble en 2003.